# Síndrome de Jackson-Weiss
El síndrome de Jackson-Weiss (JWS) es un trastorno genético caracterizado por anomalías en los pies y la fusión prematura de ciertos huesos del cráneo (craneosinostosis), lo que impide un mayor crecimiento del cráneo y afecta la forma de la cabeza y la cara. En ocasiones, este trastorno genético también puede causar discapacidad intelectual y bizquera. Se caracterizó en 1976.

## Signos y síntomas
Muchos de los rasgos faciales característicos (entre otros) del síndrome de Jackson-Weiss resultan de la fusión prematura de los huesos del cráneo. Los siguientes son algunos de los más comunes, tales como:
- Polidactilo de pie preaxial
- Sinóstosis tarsiana
- Prominencia frontal
- Proptosis

## Genética
Las mutaciones en el gen FGFR2 causan el síndrome de Jackson-Weiss. El gen FGFR2 produce una proteína llamada receptor 2 del factor de crecimiento de fibroblastos, que se encuentra en el cromosoma  10. Entre sus múltiples funciones, esta proteína indica a las células inmaduras que se conviertan en células óseas en un embrión en desarrollo. Una mutación en una parte específica del gen FGFR2 altera la proteína y provoca una señalización prolongada, lo que promueve la fusión prematura de los huesos del cráneo y los pies, esta condición se hereda con un patrón autosómico dominante., lo que  significa que una copia del gen alterado en cada célula es suficiente para causar el trastorno.

## Diagnóstico
El diagnóstico del síndrome de Jackson-Weiss en una persona sospechosa de tener la afección se realiza de la siguiente manera:
- Pruebas genéticas[8]
- Presentación clínica[6]

### Diagnóstico diferencial
El DDx para esta afección incluye a la sinostosis metópica, así como a la sinostosis Lambdoida.

## Tratamiento
El tratamiento del síndrome de Jackson-Weiss se puede realizar mediante cirugía para algunos rasgos faciales y pies. Las complicaciones secundarias, como la hidrocefalia o el deterioro cognitivo, pueden evitarse mediante una cirugía inmediata.

## Epidemiología
Esta condición ha sido descrita en 90 a 100 miembros de una familia Amish de Míchigan, Estados Unidos.